# Archidiecezja Korhogo
Archidiecezja Korhogo – diecezja rzymskokatolicka w Wybrzeżu Kości Słoniowej. Powstała w 1911 jako prefektura apostolska. Zlikwidowana w 1952. Przywrócona jako diecezja w 1971. Archidiecezja od 1994.

## Biskupi diecezjalni
- Arcybiskupi metropolici  Korhogo
  - Abp Armand Koné (od 2025)
  - Abp Ignace Bessi Dogbo (2021– 2024)
  - Abp Marie-Daniel Dadiet (2004 – 2017)
  - Abp Auguste Nobou (1994 – 2003)
- Biskupi diecezjalni
  - Abp Auguste Nobou (1971 – 1994)
- Prefekci apostolscy
  - Bp Emile Durrheimer, S.M.A. (1947 – 1952)
  - O. Louis Wach, S.M.A. (1940 – 1947)
  - O. Joseph Diss, S.M.A. (1921 – 1938)
  - O. Pietro Maria Kernivinen, S.M.A. (1911 – 1921)